# ...Something to Be
...Something to Be es el álbum debut como solista del líder de Matchbox Twenty, Rob Thomas. El álbum fue lanzado en 2005, y debutó en el #1 del Billboard 200 en los Estados Unidos, desplazando a The Emancipation of Mimi de Mariah Carey. Ésta fue la primera vez en que un artista musical debutaba en el número uno de las listas desde la creación de los Billboard, hace 55 años.
El álbum generó que "Lonely No More" se convirtiera en todo un hit en los Estados Unidos. John Mayer acompaña con su guitarra en el sencillo "Streetcorner Symphony". El álbum fue lanzado en formato DualDisc, el primer gran álbum a ser lanzado de esta manera. El álbum vendió más de 1.5 millones de copias en los Estados Unidos además consta de varios tipos de sonidos, incluyendo dance, pop, latinos, rock and roll, y country, aunque puede ser clasificada de manera más general como pop que con el rock del tercer álbum de estudio de Matchbox Twenty, More Than You Think You Are.

## Lista de canciones
1. "This Is How a Heart Breaks" – 3:50
2. "Lonely No More" – 3:47
3. "Ever the Same" – 4:16
4. "I Am an Illusion" – 4:53
5. "When the Heartache Ends" – 2:51
6. "Something to Be" – 4:31
7. "All That I Am" – 4:28
8. "Problem Girl" – 3:55
9. "Fallin' to Pieces" – 4:11
10. "My, My, My" – 4:18
11. "Streetcorner Symphony" – 4:09
12. "Now Comes the Night" – 4:55

### edición de Australia
1. "Not Just a Woman" – 3:03
2. "You Know Me" – 3:48
3. "Lonely No More" (Clear Channel Stripped Version) – 3:44
4. "This Is How a Heart Breaks" (Pulls Defibrillator Mix) – 6:32
5. "Fallen" - 4:36

## Posicionamiento
| Año  | Listas                       | Posición |
| ---- | ---------------------------- | -------- |
| 2005 | Billboard 200                | 1        |
| 2005 | Australian ARIA Albums Chart | 1        |